# Tintamarre

Localização de Tintamarre, a nordeste de São Martinho.

Tintamarre é um ilhéu desabitado da coletividade de ultramar de São Martinho, frente à ilha de São Bartolomeu. O cume está a 39 metros de altitude e tem 0,8 km² de área. Atualmente a ilha não tem nenhum habitante, mas já foi habitada no passado.